# 갈퀴나물
갈퀴나물은 한국을 비롯하여 일본·중국·시베리아의 온대에서 난대에 걸쳐 분포하는 여러해살이 덩굴식물로 들에서 자란다. 땅속줄기를뻗으면서 자라며 줄기는 길이 1-2m로 능선이 있어 네모진다. 잎은 어긋나며 거의 잎자루가 없다. 작은잎은 5-7쌍이 마주붙거나 어긋나게 붙으며 끝은 2-3개로 갈라진 덩굴손이 된다. 6-9월에 총상꽃차례로 잎겨드랑이에서 붉은 자주색의 꽃이 나오고, 꽃자루가 길며 많이 핀다. 4월경 어린순을 나물로 하고 가축 사료로도 쓰인다. 한방에서 류머티즘 동통·관절통·근육마비·종기의 독기·음낭습진 등의 치료제로 사용한다.